# Гронкув
Гронкув (пол. Gronków) — село в Польщі, в гміні Новий Торг Новоторзького повіту Малопольського воєводства.
Населення — 1704 особи (2011).
У 1975-1998 роках село належало до Новосондецького воєводства.

## Демографія
Демографічна структура на день 31 березня 2011 року:
|          | Загалом | Допрацездатний вік | Працездатний вік | Постпрацездатний вік |
| -------- | ------- | ------------------ | ---------------- | -------------------- |
| Чоловіки | 825     | 172                | 583              | 70                   |
| Жінки    | 879     | 211                | 495              | 173                  |
| Разом    | 1704    | 383                | 1078             | 243                  |